# Кемп, Джон
Джон Кемп (англ. John Kempe; около 1380, Олланфай, королевство Англия — 22 марта 1454, Кентербери, королевство Англия) — английский кардинал и государственный деятель. Епископ Рочестера с 21 июня 1419 по 28 февраля 1421. Епископ Чичестера с 28 февраля по 17 ноября 1421. Епископ Лондона с 17 ноября 1421 по 20 июля 1425. Архиепископ Йоркский с 20 июля 1425 по 21 июля 1452. Лорд-канцлер Англии с марта 1426 по февраль 1432 и с января 1450 по 22 марта 1454. Архиепископ Кентерберийский с 21 июля 1452 по 22 марта 1454. Кардинал-священник с 18 декабря 1439, с титулом церкви Санта-Бальбина с 8 января 1440 по 21 июля 1452. Кардинал-епископ Порто и Санта-Руфины с 21 июля 1452 по 22 марта 1454.